# مکالمه (فیلم)
مکالمه (به انگلیسی: The Conversation) فیلمی آمریکایی به نویسندگی و کارگردانی فرانسیس فورد کوپولا محصول سال ۱۹۷۴ با بازی جین هکمن است.
این فیلم در جشنواره فیلم کن ۱۹۷۴ برندهٔ نخل طلایی شد.

## داستان

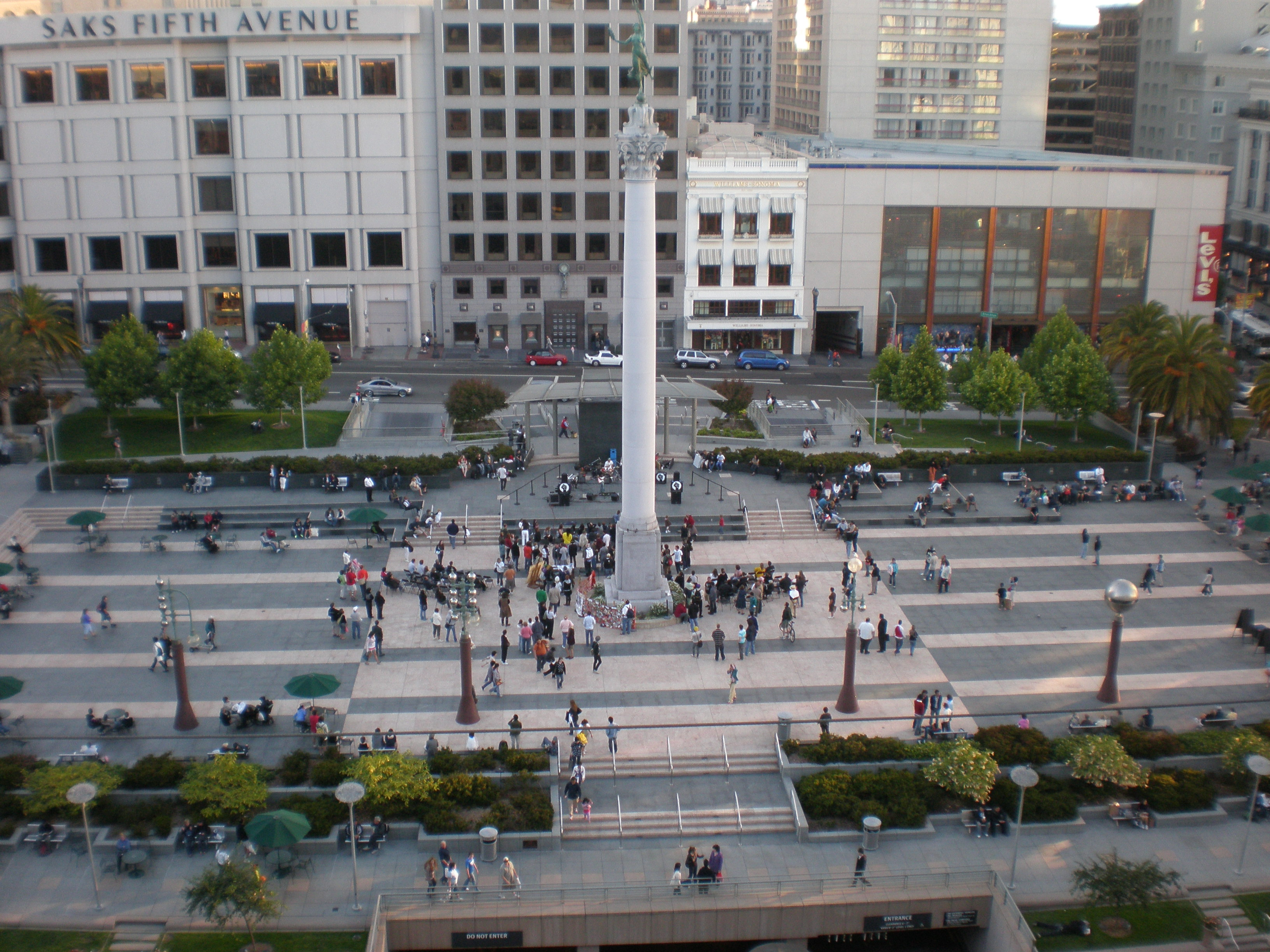
میدان یونیون که از تراس آسمان کارخانه کیک پنیر در میدان یونیون میسی در سانفرانسیسکو دیده می‌شود.

هری کاول (جین هکمن) یک جاسوس خصوصی است و در کار خودش یک نابغه و منحصربه‌فرد است. وی مردی تنهاست و از اینکه بارها به خاطر فروش اطلاعات افراد بیگناه باعث کشته شدن آن‌ها شده دارای عذاب وجدان است. در پروندهٔ جدیدش او مکالمهٔ زوج جوانی را که در میدانی شلوغ در سانفرانسیسکو در حال قدم زدن هستند ضبط می‌کند. وی در طول فیلم بارها و بارها این مکالمه را گوش می‌کند و متوجه خطری می‌شود که آن زوج جوان را تهدید می‌کند. او تصمیم می‌گیرد که تحویل نوارها را به تعویق بیندازد یا اصلاً از دادن آن‌ها خودداری کند ولی رئیس (رابرت دووال) با حقه‌ای قدیمی نوارها را از وی می‌دزدد. روز بعد کاول برای گرفتن دستمزدش به دفتر رئیس می‌رود که در آنجا متوجه می‌شود زن، همسر رئیس است. او تصمیم می‌گیرد که آن زن و مردی که شنود می‌شدند را از مرگ نجات دهد. او در کنار اتاقی از هتلی خاص که در مکالمه بدان اشاره شده اتاق کرایه می‌کند. در آن لحظه صداهایی از دعوا و فریاد زن می‌شنود که با خود فکر می‌کند رئیس شرکت زن را به قتل می‌رساند. پس از آن برای ملاقات با رئیس به شرکت مراجعه می‌کند ولی موفق به ملاقات نمی‌شود. در آن هنگام زن را در اتومبیلی می‌بیند که زنده و سالم هست. تیتر روزنامه‌ها خبر از تصادف و مرگ رئیس می‌دهند و وقتی کاول مجدداً به شرکت مراجعه می‌کند متوجه می‌شود صداهایی که در هتل شنیده بود در آخر منجر به قتل رئیس شده و در ابتدا زن و مردی که استراق سمع می‌شدند در حال نقشه کشیدن برای قتل رئیس بودند که این نقشه را در هتل عملی کردند و آن را تصادف جلوه داده‌اند. در آخر فیلم معاون رئیس (هریسون فورد) با کاول تماس می‌گیرد و با تهدید از او می‌خواهند که دنبال کردن ماجرا را رها کند به او می‌گویند که ما تمام حرف‌های تو را می‌شنویم. هری دیوانه‌وار تمام خانه‌اش را زیرورو می‌کند تا میکروفون مخفی را پیدا کند اما موفق نمی‌شود.

## بازیگران
جین هکمن در نقش هری کاول
جان کازال در نقش استن
رابرت دووال در نقش رئیس
آلن گری فیلد در نقش برنی موران
فردریک فارست در نقش مارک
سیندی ویلیامز در نقش آن
مایکل هیگینز در نقش پاول
الیزابت مک ری در نقش مردیت
تری گار در نقش آمی
هریسون فورد در نقش مارتین استت
برادر جین هکمن، ریچارد هکمن دو نقش در فیلم ایفا می‌کند یکی کشیش و دیگری نگهبان.
پسر ۹ سالهٔ کوپولا هم نقش پسربچهٔ داخل کلیسا را بازی می‌کند.

## نقد
در این فیلم می‌توان صدا را به عنوان درون‌مایهٔ اصلی فیلم نام برد. در طول فیلم، شاهد ابزار و پدیده‌های صوتی نظیر گرامافون، میکروفن، دستگاه پخش و ضبط صدا، گوشی، نوار، تلویزیون، ساکسیفون ساز مورد علاقه شخصیت اصلی فیلم هستیم که نقش جهت‌دهنده در فیلم دارند و هر کدام به تناوب نقش مهمی در زندگی قهرمانان فیلم ایفا می‌کنند. حساسیت شنیداری هری بالاست ازین جهت با ایجاد خلل در شخصیت وی، او خودش را از زاویه دیگری می‌بیند و نمی‌تواند به راحتی به کارش ادامه دهد و صداها را به صورت کابوس دیده و او را به جنون می‌رسانند.

## جوایز
- نخل طلایی جشنواره فیلم کن ۱۹۷۴

- فیلم همچنین نامزد ۳ جایزه اسکار بوده:
  - بهترین فیلم (فرانسیس فورد کوپولا)
  - بهترین فیلمنامهٔ غیر اقتباسی (فرانسیس فورد کوپولا)
  - بهترین صدا (والتر مارچ و ارت راچستر)